# Hypoisotachis
Hypoisotachis là một chi rêu trong họ Balantiopsaceae.